# Шишкова
Шишкова (пол. Szyszkowa, нім. Oberörtmannsdorf) — село в Польщі, у гміні Лешна Любанського повіту Нижньосілезького воєводства.
Населення — 456 осіб (2011).
У 1975-1998 роках село належало до Єленьоґурського воєводства.

## Демографія
Демографічна структура станом на 31 березня 2011 року:
|          | Загалом | Допрацездатний вік | Працездатний вік | Постпрацездатний вік |
| -------- | ------- | ------------------ | ---------------- | -------------------- |
| Чоловіки | 216     | 43                 | 155              | 18                   |
| Жінки    | 240     | 51                 | 147              | 42                   |
| Разом    | 456     | 94                 | 302              | 60                   |